# Gerhard Graul
Gerhard Graul (* 27. Juli 1919 in Chemnitz; † 5. September 2001) war ein deutscher Komponist und Lehrer.

## Leben
Gerhard Graul lebte in Chemnitz. Nach der Schule machte er eine Lehre als Drogist und arbeitete später in diesem Beruf. Während seines Fronteinsatzes rettete ihn eine schwere Krankheit aus dem Kessel von Stalingrad.
Nach dem Krieg begann er 1947 eine Tätigkeit als Neulehrer in der Unterstufe und später war er Fachlehrer für Chemie und Musik. Im Abendstudium bereitete er sich auf die beiden Lehrerprüfungen vor, die er erfolgreich absolvierte.
Etwa 1954 begann er Tanzlieder zu schreiben.
Die Auszeichnung mit dem 2. Preis (ein erster wurde nicht vergeben) beim Schlagerwettbewerb Goldene Note 1959 durch eine Fachjury war die erste öffentliche Anerkennung für sein nebenberufliches musikalisches Schaffen. Im Chemielied konnte er seine Leidenschaft zur Musik mit seiner Begeisterung für die Chemie ideal vereinen. Im Dezember 2000 wurde er für seine mehr als 20-jährige Betreuung des Lernbehindertenschulchores der sächsischen Blindenschule und seine Tätigkeit seit 1988 als Pianist und Komponist für den Seniorenchor der Volkssolidarität Chemnitz ins Goldene Buch der Stadt Chemnitz eingetragen. Aus seinem Nachlass befinden sich Werke in der Stadtbibliothek Chemnitz.
Gerhard Graul war seit 1949 verheiratet mit Ursula Graul und hatte drei Kinder.

## Werke
- 1957 „Ich wünsche dir im Leben alles Gute“ (Text Günter Barthel) – eine Rundfunkaufnahme mit Ralf Paulsen und dem Orchester Gerhard Honig, die sogar im Radio Luxemburg gewünscht und gesendet wurde.[3]
- 1958 „So schön wie du, Carmenita“ (Günter Barthel)[4] – einer der ersten Rundfunktitel von Peter Wieland und dem Orchester Gerhard Honig. Für Amiga wurde das Lied mit dem ersten Schallplatten-Arrangement von Jürgen Hermann noch einmal neu aufgenommen (Amiga 1 50 639 und 4 50 005)
- 1958 „41521 (Telefonsong)“ (Manfred Müller) – Horlan-Trio und das Orchester Gerhard Honig
- 1958 „Ich lege meinen Arm um dich“ (Günter Barthel) – Peter Wieland und das Orchester Gerhard Honig
- 1958 „Kein Wort von Liebe“ (Günter Barthel) – Bärbel Wachholz und das Orchester Gerhard Honig
- 1958 „Ich lieb’ Marie-Susann“ (Günter Barthel) – Fred Frohberg und das Orchester Gerhard Honig
- 1958 „Heiner“ (Dieter Schneider)[5] – Jenny Petra und das Tanzorchester des Berliner Rundfunks
- 1959 „Chemielied {Eins, zwei, drei – Chemie ist keine Hexerei}“ (Karl-Heinz Huter)[6] – Erhard Juza, das Hemmann-Quintett und das Rundfunk-Tanzorchester Leipzig, Leitung Gerhard Kneifel (Amiga 550076)
- 1959 „Ein Glückspilz“ (Günter Barthel) – Peter Wieland und das Große Tanzstreichorchester des Deutschlandsenders, Leitung Jürgen Hermann
- 1960 „Auf der Mole von Warnemünde“ (Heinz J. Fries) – Horlan-Trio
- 1962 „Wenn die Lichter spät abends verlöschen“ (Jürgen Hartzsch) – Klaus Groß, die Kolibris und das Orchester Siegfried Mai[7]
- 1962 „Hallo, Mademoiselle“ (Jürgen Hartzsch) – Karl-Heinz Grahl und das Große Tanzstreichorchester des Deutschlandsenders, Leitung Jürgen Hermann[8]
- 1963 „In der Seeräuberbucht“ (Heinz Heynig) – Bernhard Zemmrich und das Rundfunk-Tanzorchester Leipzig, Leitung Walter Eichenberg
- 1963 „…aber lieben kann ich nur dich“ (Harro Korth) – Petra Böttcher und das Rundfunk-Tanzorchester Leipzig, Leitung Walter Eichenberg[9]
- 1966 „Mädchen von 16“ (Heinz Heynig) – Klaus Sommer und das Rundfunk-Tanzorchester Leipzig, Leitung Walter Eichenberg[10]
- 1966 „Du bist genau mein Typ“ (Dietmar Lange)[11] – Karel Hulinski und das Rundfunk-Blasorchester Leipzig
- etwa 1962 „Cartagena“ – Rundfunk-Blasorchester Leipzig
- etwa 1962 „Im Park“ – Orchester Siegfried Mai
- etwa 1962 „Optimist“ – Dresdner Tanzsinfoniker, Leitung Günter Hörig
- etwa 1962 „Jeanette“ – Hannhausen-Sextett

Ab den 1970er Jahren schrieb er Lieder für Kinder
- „Wir ziehen durch die Straßen“ – Rundfunk-Kinderchor Berlin, Leitung Manfred Roost
- „Das kann ich schon allein“ – Rundfunk-Kinderchor Leipzig, Leitung Hans Sandig
- „Gruß dem Kosmonauten“ (Kanon) – Rundfunk-Kinderchor Berlin, Leitung Manfred Roost[12]
- „Nehmt euch Zeit für die Kinder“
- neue Kinderliedersammlung[13]

Außerdem entstanden das Chorlied „Wie ist die Welt so schön“ sowie 18 kleine Stücke für Klavier mit einer Gesamtspielzeit von ca. 47 Minuten.